# رايكو كوزمانوفيتش
رايكو كوزمانوفيتش (بالصربية: Рајко Кузмановић )‏ (و. 1931  م) هو قاضي، وسياسي، وأستاذ جامعي بوسني، هو عضوٌ في سياسي مستقل.

## مناصب
تولى منصب رئيس جمهورية صرب البوسنة ‏ (9 ديسمبر 2007–15 نوفمبر 2010).

## جوائز
حصل على جوائز منها:
- وسام جمهورية صرب البوسنة [الإنجليزية]‏ (9 يناير 2012).[3]